# Нээль, Жан Пьер
 Жан Пьер Нээ́ль  (фр. Jean Pierre Neel, 18 октября 1832[…], Sainte-Catherine — 18 февраля 1862, Гуйчжоу) — святой Римско-Католической Церкви, священник, член миссионерской конгрегации «Парижское Общество Заграничных Миссий», мученик.

## Биография
В 1858 году Жан Пьер Нээль, приняв рукоположение в священника, вступил в миссионерскую организацию «Парижское Общество Заграничных Миссий», которое занималось организацией миссионерской деятельности среди европейских католиков, желавших работать на католических миссиях на Дальнем Востоке. 
В 1858 году Жан Пьер Нээль прибыл в католический приход, находившийся в китайской провинции Гуйчжоу, где в течение следующего года изучал китайский язык. В 1859 году Жан Пьер Нээль был назначен настоятелем двадцати небольших приходов, расположенных в окрестностях города Гуйян. 
В 1861 году открыл новую миссию вместе с четырьмя помощниками Люцией И Чжэньмэй, Мартином У Сюэшэн, Иоанном Чжан Тяньчэнь и Иоанном Чэнь Сянхэн. Все они, кроме Люции И Чжэньмэй, были арестованы 16 февраля 1862 года во время гонений на христиан в Китае. Их жестоко пытали и требовали от них отказаться от христианства. Они были приговорены к казни без всякого формального суда. 
18 февраля 1862 года, когда процессия осуждённых шла на казнь, по дороге они встретили Люцию И Чжэньмэй, которая также была схвачена стражниками и казнена на следующий день.

## Прославление
Жан Пьер Нээль был беатифицирован 2 мая 1909 года Римским Папой Пием X и канонизирован 1 октября 2000 года Римским Папой Иоанном Павлом II вместе с группой 120 китайских мучеников.
День памяти в Католической Церкви — 9 июля.

## Источник
- George G. Christian OP, Augustine Zhao Rong and Companions, Martyrs of China, 2005, стр. 48  (англ.)